# Calocoris
Genre
Calocoris est un genre d'insectes du sous-ordre des hétéroptères (punaises).

## Espèces rencontrées en Europe
- Calocoris affinis (Herrich-Schaeffer 1835)
- Calocoris alpestris (Meyer-Dür 1843)
- Calocoris nemoralis (Fabricius 1787)
- Calocoris norvegicus (Gmelin 1790)
- Calocoris roseomaculatus (De Geer 1773)